# Djuptjärnen (Sollefteå socken, Ångermanland)
Djuptjärnen är en sjö i Sollefteå kommun i Ångermanland och ingår i Ångermanälvens huvudavrinningsområde. Sjön har en area på 0,0915 kvadratkilometer och ligger 152,3 meter över havet.

## Delavrinningsområde
Djuptjärnen ingår i det delavrinningsområde (701403-157087) som SMHI kallar för Ovan VDRID = Faxälven i Ångermanälvens vattendrag*. Medelhöjden är 111 meter över havet och ytan är 16,34 kvadratkilometer. Räknas de 2367 avrinningsområdena uppströms in blir den ackumulerade arean 21 551,41 kvadratkilometer. Avrinningsområdets utflöde Ångermanälven mynnar i havet. Avrinningsområdet består mestadels av skog (62 procent), öppen mark (14 procent) och jordbruk (14 procent). Avrinningsområdet har 0,77 kvadratkilometer vattenytor vilket ger det en sjöprocent på 4,7 procent.